# Олива, Кристиан
Кристиан Габриэль Олива Хименес (исп. Christian Gabriel Oliva Giménez; 1 июня 1996, Сьюдад-дель-Плата, Уругвай) — уругвайский футболист, полузащитник клуба «Тальерес».

## Биография
Кристиан Олива в 2016 попал в молодёжную команду «Насьональ» из Монтевидео и через два года подписал контракт с основной командой. Свой первый матч он сыграл в рамках Суперкубка страны против клуба «Пеньяроль», выйдя на замену. В чемпионате страны Кристиан дебютировал в феврале 2018 года в победном матче против команды «Рампла Хуниорс».
25 января 2019 года он перешел в итальянскую «Кальяри» на правах аренды с последующим выкупом. В своем первом сезоне в Италии он не сыграл ни одного матча, и его дебют состоялся в матче против «Дженоа», где он вышел на замену получившему травму Чигарини.
1 февраля 2021 года был отправлен в аренду в испанскую «Валенсию» до конца сезона.

## Статистика
| Клуб             | Сезон            | Лига              | Лига | Лига | Кубок | Кубок | Континентальные | Континентальные | Другие | Другие | Итого | Итого |
| Клуб             | Сезон            | Дивизион          | Игры | Голы | Игры  | Голы  | Игры            | Голы            | Игры   | Голы   | Игры  | Голы  |
| ---------------- | ---------------- | ----------------- | ---- | ---- | ----- | ----- | --------------- | --------------- | ------ | ------ | ----- | ----- |
| Насьональ        | 2018             | Чемпионат Уругвая | 27   | 2    | —     | —     | 15              | 1               | 1      | 0      | 43    | 3     |
| Кальяри          | 2018/19          | Чемпионат Италии  | 0    | 0    | 0     | 0     | —               | —               | —      | —      | 0     | 0     |
| Кальяри          | 2019/20          | Чемпионат Италии  | 11   | 1    | 2     | 1     | —               | —               | —      | —      | 13    | 2     |
| Кальяри          | 2020/21          | Чемпионат Италии  | 10   | 0    | 2     | 0     | —               | —               | —      | —      | 12    | 0     |
| Кальяри          | Итого            | Итого             | 21   | 1    | 4     | 1     | 0               | 0               | 0      | 0      | 25    | 2     |
| Валенсия         | 2020/21          | Чемпионат Испании | 9    | 0    | —     | —     | —               | —               | —      | —      | —     | —     |
| Итого за карьеру | Итого за карьеру | Итого за карьеру  | 57   | 3    | 4     | 1     | 15              | 1               | 1      | 0      | 68    | 5     |

1. ↑  10 матчей и 1 гол в Кубке Либертадорес и 5 матчей в Южноамериканском кубке
2. ↑  Все матчи в рамках Суперкубка Уругвая по футболу